# بيرسي لورين
السير بيرسي لورين (بالإنجليزية: Sir Percy Lyham Loraine)‏ ـ (5 نوفمبر 1880 ـ 23 مايو 1961) هو دبلوماسي بريطاني، شغل منصب المندوب السامي لبريطانيا في مصر والسودان بين عامي 1929 و1933 خلفًا لجورج لويد، غير أنه أقيل من منصبه هذا لسماحه للملك فؤاد الأول بالسيطرة على الحكومة، ونُقل سفيرًا لبريطانيا لدى تركيا بين عامي 1933 و1939، حيث وطد علاقته مع أتاتورك ولعب دورًا كبيرًا في تحسين العلاقات بين البلدين، قبل أن يُعين سفيرًا لبريطانيا في إيطاليا  عامي 1939 و1940، وهو آخر مناصبه الدبلوماسية الرفيعة، قبل أن يتقاعد عن العمل العام ويتفرغ لسباقات الخيول وتهجينها.

## وفاته
توفي لورين في منزله بلندن يوم 23 مايو 1961، ولم يعقب ذرية ترث لقبه.